# Der Beauftragte der Bundesregierung für die Belange der Patientinnen und Patienten
Der Beauftragte der Bundesregierung für die Belange der Patientinnen und Patienten (Patientenbeauftragter) soll die umfassende und unabhängige Beratung und objektive Information durch Leistungserbringer, Kostenträger und Behörden im Gesundheitswesen und auf die Beteiligung bei Fragen der Sicherstellung der medizinischen Versorgung der Patienten stärken. Inhaber des Amtes ist seit 2022 Stefan Schwartze.
Der Bundesbeauftragte gehört dem Bundesministerium für Gesundheit (BMG) an und wird von der Bundesregierung bestellt. Seine Aufgaben sind in § 140h Absatz 2 Fünftes Buch Sozialgesetzbuch (SGB V) geregelt. Das Amt wurde mit dem GKV-Modernisierungsgesetz (GMG) zum 1. Januar 2004 eingeführt.
Die erste Patientenbeauftragte war Helga Kühn-Mengel (SPD), frühere gesundheitspolitische Sprecherin und Behindertenbeauftragte der SPD-Bundestagsfraktion. Ihr folgte im November 2009 Wolfgang Zöller (CSU), früherer stellvertretender Vorsitzender der CDU/CSU-Bundestagsfraktion. Dessen Amt endete gesetzesgemäß mit dem Zusammentreten des 18. Deutschen Bundestages am 22. Oktober 2013.
Im Jahr 2014 wurde Karl-Josef Laumann (CDU), Mitglied des Präsidiums der CDU, in das neu geschaffene Amt des Beauftragten der Bundesregierung für die Belange der Patientinnen und Patienten sowie Bevollmächtigter für Pflege im Range eines Staatssekretärs berufen. In den letzten Monaten des 18. Deutschen Bundestages übte Ingrid Fischbach dieses Amt aus. Von April bis November 2018 war Ralf Brauksiepe (CDU) der Patientenbeauftragte. Von Januar 2019 bis Dezember 2021 übte Claudia Schmidtke das Amt aus. Seit Januar 2022 ist Stefan Schwartze (SPD) im Amt.